# Tamphana maoma
Tamphana maoma är en fjärilsart som beskrevs av William Schaus 1920. Tamphana maoma ingår i släktet Tamphana och familjen silkesspinnare. Inga underarter finns listade i Catalogue of Life.